# Riksväg 17, Estland
Riksväg 17 är en sekundär riksväg i Estland. Vägen är 69 kilometer lång och går mellan staden Keila i landskapet Harjumaa och byn Saunja nära staden Hapsal i landskapet Läänemaa.
Vägen ansluter till:
- Riksväg 8 (vid Keila)
- Riksväg 18 (vid Lehola)
- Riksväg 9 (vid Saunja)